# Broskvová vodka
Broskvová vodka, příp. broskvový likér, lidově přezdívaná hopsinky, je sladký alkoholický nápoj vyrobený naředěním potravinářského lihu, např. vodky, vodou na cca 15 až 21 procent alkoholu s přídavkem cukru a aromat či šťáv vytvářejících výslednou broskvovou chuť a vůni. Oblíbená byla mezi Čechy především v 90. letech 20. století, potom v oblíbenosti ustoupila ve prospěch likérů jako jablíčko. Z broskvové vodky se připravuje alkoholický koktejl sex na pláži. Broskvovou vodku lze vyrobit v domácích podmínkách z potravinářského lihu, vodky nebo domácího destilátu přimícháním broskvové esence a případně vody.